# TSG 1899 Hoffenheim
Turn- und Sportgemeinschaft 1899 Hoffenheim e. V., mais conhecido apenas como Hoffenheim nos países lusófonos, é um clube de futebol alemão situado em Hoffenheim, um subúrbio de Sinsheim, no estado de Baden-Württemberg.
Em 2007, o clube decidiu adaptar o uso de forma abreviada o nome de 1899 Hoffenheim no lugar do tradicional TSG Hoffenheim. De um quinto lugar na quinta divisão, em 2000, o clube fez um avanço notável para a Bundesliga, em 2008, com o apoio financeiro do magnata do software SAP AG, Dietmar Hopp.

## História
O clube em tempos modernos foi formado em 1945, quando o clube de ginástica Turnverein Hoffenheim (fundado em 1 de julho de 1899) e o clube de futebol Fußballverein Hoffenheim (fundado em 1921), resultante da fusão.
Por volta de 1990, o magnata Dietmar Hopp retornou ao clube de sua juventude como um apoio financeiro. Dietmar Hopp foi o co-fundador da empresa de software SAP e ele colocou parte de seu dinheiro no clube. Suas contribuições gerado resultados quase imediatos: em 2000 o Hoffenheim venceu a Verbandsliga e foi promovido para a quarta divisão (Oberliga Baden-Württemberg). Com outro primeiro lugar o clube foi promovido até a Regionalliga Süd (III) para a temporada 2001-02. Terminaram em 13º na sua primeira temporada na Regionalliga, mas melhoraram significativamente no ano seguinte, obtendo um quinto lugar.
Hoffenheim terminou em quinto e sétimo nas próximas duas temporadas, antes de melhorar para o quarto lugar em 2005-06, para ganhar o seu melhor resultado até agora. O clube fez sua primeira partida pela Copa da Alemanha em 2003-04 e foi bem, avançando para as quartas de final, eliminando o Eintracht Trier e Karlsruher ambos da 2. Bundesliga e o Bayer Leverkusen, clube da Bundesliga, antes de perder para o Lübeck da 2. Bundesliga.
As negociações para fundir o TSG Hoffenheim, Astoria Walldorf e o Sandhausen e criar o FC Heidelberg 06, em 2005, foram abandonadas devido à resistência dos dois últimos clubes, e pela falta de acordo sobre onde o novo estádio devia estar localizado em Heidelberg ou Eppelheim. Dietmar Hopp preferiu claramente Heidelberg, mas não conseguiu superar a resistência da firma local Wild, que já havia reservado o local do estádio planejado para sua nova unidade de produção.
Em 2006, o clube procurou melhorar o seu elenco e a equipe técnica ao trazer jogadores com vários anos de experiência na Bundesliga alemã, como Jochen Seitz e Tomislav Marić, com a contratação do técnico Ralf Rangnick, ex-dirigente e técnico de equipes da Bundesliga como Hannover 96, Schalke 04, Stuttgart e Ulm 1846, para um contrato de cinco anos. O investimento valeu a pena na temporada 2006-07 com a promoção do clube à 2. Bundesliga depois de terminar em 2º a Regionalliga Süd.
Surpreendentemente, o clube passou apenas uma única temporada na 2. Bundesliga, onde terminou em 2º lugar e recebeu a promoção automática para a Bundesliga 2008-09. Já na temporada 2008-09 o Hoffe supreendeu a Bundesliga, ao conseguirem o inesperado 1º lugar durante o inverno, com 35 pontos, assim, ganhando o título "não oficial" "Herbstmeister" (outono-campeão). No entanto, eles sofreram um duro golpe durante a pausa de inverno, quando o bósnio Vedad Ibišević, que foi artilheiro da Bundesliga na primeira metade da temporada européia, rompeu um ligamento durante um jogo-treino contra o Hamburgo. Sem sua maior força ofensiva, o Hoffenheim cairia para a 7.ª posição, uma posição respeitável para um time recém-promovido da 2. Bundesliga.
O Hoffenheim anunciou em 02. Janeiro 2011 a substituição do treinador do time, Ralf Rangnick, pelo seu assistente, Marco Pezzaiuoli. O motivo foram a decisão da directoria de vender o meia brasileiro Luiz Gustavo ao Bayern de Munique.
Nas temporadas 2009-2010 e 2010-2011, o Hoffenheim terminou a Bundesliga na 11ª colocação.

### Maiores artilheiros
| #  | País                 | Nome              | Período   | Gols |
| -- | -------------------- | ----------------- | --------- | ---- |
| 1  | Croácia              | Andrej Kramarić   | 2016-     | 105  |
| 2  | Bósnia e Herzegovina | Sejad Salihović   | 2006–2015 | 67   |
| 3  | Bósnia e Herzegovina | Vedad Ibišević    | 2007–2012 | 54   |
| 4  | Brasil               | Roberto Firmino   | 2011–2015 | 49   |
| 5  | Alemanha             | Thomas Ollhoff    | 2002–2006 | 42   |
| 6  | Senegal              | Demba Ba          | 2007–2011 | 40   |
| 7  | Alemanha             | Kevin Volland     | 2012–2016 | 36   |
| 8  | Alemanha             | Christoph Teinert | 2000–2003 | 34   |
| 9  | Alemanha             | Mark Uth          | 2015–2018 | 33   |
| 10 | Espanha              | Francisco Copado  | 2006–2008 | 28   |

- Atualizado em 18 de agosto de 2020.

### Mais partidas
| #   | Nombre          | Período               | Partidos | Goles |
| --- | --------------- | --------------------- | -------- | ----- |
| 1°  | Sejad Salihović | 2006–2015             | 249      | 67    |
| 2°  | Andreas Beck    | 2008–2015             | 237      | 3     |
| 3°  | Sebastian Rudy  | 2010–2017; 2019-2020. | 235      | 13    |
| 4°  | Oliver Baumann  | 2014–Act.             | 218      | 0     |
| 5°  | Marcel Throm    | 2000–2007             | 205      | 11    |
| 6°  | Marvin Compper  | 2008–2013             | 171      | 7     |
| 7°  | Denis Bindnagel | 2001–2008             | 168      | 14    |
| 8°  | Kevin Knödler   | 1999–2005             | 153      | 0     |
| 9°  | Roberto Firmino | 2011–2015             | 153      | 49    |
| 10° | Kevin Volland   | 2012–2016             | 144      | 36    |

Atualizado em 26 de dezembro de 2019.

## Elenco
Atualizado em 15 de novembro de 2024.

## Estádio
Antes de ser promovido para a Bundesliga 2008-09, o clube jogou no Dietmar-Hopp-Stadion, que foi construída em 1999 com uma capacidade de 5.000 (1.620 lugares).
O TSG 1899 Hoffenheim cresceu ainda mais suas ambições em 2006, quando a administração do clube, decidiu construir um novo estádio o Rhein-Neckar-Arena com capacidade para 30.150 pessoas, 21.000 em cadeiras e 9.150 em arquibancadas assim se adequando para receber a Bundesliga. O estádio era para ser originalmente construído em Heidelberg antes da escolha de um local em Sinsheim.
O Rhein-Neckar-Arena foi inaugurado oficialmente em 24 de janeiro de 2009, com capacidade de 30.150 pessoas, 21.000 lugares em cadeiras, 9.150 lugares em arquibancadas, a dimensão do campo é de 100m x 65m, com 200 refletores, o placar eletrônico são de dois painéis em LED com 58 m² cada e muito mais. Mas sua primeira partida oficial no Rhein-Neckar-Arena, foi apenas no dia 31 de janeiro de 2009, após abrir a temporada jogando no Carl-Benz-Stadion.
Eles abriram sua primeira temporada na Bundesliga no Carl-Benz-Stadion com capacidade para 26.022 em Mannheim e jogaram sua primeira partida em seu novo estádio em 31 de janeiro de 2009.
A empresa de apostas Interwetten concordou em ser o parceiro de apostas do estádio para o TSG Hoffenheim de agosto de 2017 a 2020.

## Títulos

### Nacionais
Oberliga Baden-Württemberg: 1
(2001)
 Verbandsliga Nordbaden: 1
(2000)
 North Baden Cup: 4
(2002, 2003, 2004 e 2005)

## Cronologia recente
O desempenho recente da temporada por temporada do clube:
| Temporada | Divisão                    | Módulo | Posição |
| 1999–00   | Verbandsliga Nordbaden     | V      | 1ª ↑    |
| 2000–01   | Oberliga Baden-Württemberg | IV     | 1ª ↑    |
| 2001–02   | Regionalliga Süd           | III    | 13ª     |
| 2002–03   | Regionalliga Süd           | III    | 5ª      |
| 2003–04   | Regionalliga Süd           | III    | 5ª      |
| 2004–05   | Regionalliga Süd           | III    | 7ª      |
| 2005–06   | Regionalliga Süd           | III    | 4ª      |
| 2006–07   | Regionalliga Süd           | III    | 2ª ↑    |
| 2007–08   | 2. Bundesliga              | II     | 2ª ↑    |
| 2008–09   | Bundesliga                 | I      | 7ª      |

| Temporada | Divisão    | Módulo | Posição |
| 2009–10   | Bundesliga | I      | 11ª     |
| 2010–11   | Bundesliga | I      | 11ª     |
| 2011–12   | Bundesliga | I      | 11ª     |
| 2012–13   | Bundesliga | I      | 16ª     |
| 2013–14   | Bundesliga | I      | 9ª      |
| 2014–15   | Bundesliga | I      | 8ª      |
| 2015–16   | Bundesliga | I      | 14ª     |
| 2016–17   | Bundesliga | I      | 4ª      |
| 2017–18   | Bundesliga | I      | 3ª      |
| 2018–19   | Bundesliga | 9ª     |         |
| 2019-20   |            |        |         |
| 6ª        |            |        |         |

## Filmes
- Hoffenheim – Das Leben ist kein Heimspiel (2010), dirigido por Frank Marten Pfeiffer e Rouven Rech. O filme acompanha o clube na temporada de promoção 2007/08 .
- 10 Jahre Bundesliga (2018), dirigido por Klaus Veltman e Andreas Böhm. O filme faz uma retrospectiva dos 10 anos de história do TSG 1899 Hoffenheim na Bundesliga.